# Hoplotarsia
Hoplotarsia là một chi bướm đêm thuộc họ Noctuidae.